# Bila Krinitsia (Chernivtsí)
Bila Krynytsya (en ucraniano: Біла Криниця, Belaya Krinitsa en ruso: Белая Криница, en rumano: Fântâna Albă) es una aldea del Óblast de Chernivtsi, en Ucrania occidental. Se encuentra en el raión de Glyboka, muy próximo a la frontera entre Ucrania y Rumanía, en la región histórica de Bucovina (en ucraniano: Буковина). La frontera internacional corre a pocos cientos de metros al sur de la aldea.
La población estimada es de 169 habitantes (en 2006) y se compone casi enteramente de lipovanos.

## Historia
Bila Krynytsya fue fundada en 1784 a. C.
El Primer Jerarca de la Jerarquía de Belokrinitskaya de la Iglesia ortodoxa de los viejos creyentes tuvo, nominalmente, su sede eclesiástica en Bila Krynytsya hasta 1940 (debido a la ocupación soviética del norte de Bucovina), cuando se trasladó a Brăila a partir de dos razones: primero, el temor a ser perseguido por los comunistas y, en segundo lugar, era el único pueblo lipovano del norte de Bucovina, todos los otros vicariatos se encontraban en el sur de Bucovina, Moldavia occidental, Valaquia oriental y Dobruja. Esos territorios permanecieron en Rumanía.
En 1941, tuvo lugar de la masacre de Fântâna Albă perpetrada por las fuerzas de ocupación soviéticas.